# Grondsteward
Een grondsteward of -stewardess is een dienstverlenend beroep in de luchtvaartsector, waarbij anders dan reguliere stewards de grondsteward niet in het vliegtuig zelf actief is. Dienstverlening aan de reiziger op de luchthaven is de voornaamste taak van de grondsteward. In Nederland wordt voor de functie doorgaans een afgeronde mbo-4- of havo-opleiding verlangd.
De werkzaamheden zijn divers en verdeeld over verschillende plekken van de luchthaven:
- Ondersteuning bieden bij het self-service inchecken
- Het in ontvangst nemen van bagage en afhandeling van overgewicht van de bagage
- Controleren van tickets en reisdocumenten bij de check-inbalie en gate
- Het aanmaken van tickets bij de ticketbalie
- Het aan- en afkoppelen van de aviobrug
- Het afhandelen van achtergebleven of beschadigde bagage in de aankomsthal
- De vertegenwoordiging van de vliegmaatschappij in de lounge

## Grondafhandeling
Grondstewards zijn soms niet in dienst van de luchtvaartmaatschappij die zij vertegenwoordigen. Ze werken dan voor een afhandelaar, een bedrijf dat diensten verleent aan luchtvaartmaatschappijen. Dit kunnen diensten zijn in de afhandeling van passagiers, vracht, catering en schoonmaak.